# Pont Eiffel (Bayonne)
 (juin 2014).
Si vous disposez d'ouvrages ou d'articles de référence ou si vous connaissez des sites web de qualité traitant du thème abordé ici, merci de compléter l'article en donnant les références utiles à sa vérifiabilité et en les liant à la section « Notes et références ».
Pour les articles homonymes, voir Pont Eiffel.
Le pont Eiffel de Bayonne, également appelé pont de fer, ou encore pont de Mousserolles (du nom d'un quartier de Bayonne), était un pont sur l’Adour, datant de 1864 et démoli en 2013. Il était construit dans le même style que la passerelle Eiffel de Bordeaux.

## Histoire
Le pont fut commandé aux ateliers bordelais Daney en 1864 par la Compagnie des chemins de fer du Midi et du Canal latéral à la Garonne.

### Démolition
Le pont Charles-Vaillant, mis partiellement en service en mars 2013, a remplacé celui-ci, qui a été en grande partie démoli.

## Caractéristiques
Il était long de 270 mètres et large de 14 mètres. Il s’appuyait sur huit piles de fonte et de ciment, enfoncées de 15 mètres dans le lit de l’Adour.
Il accueillait deux voies ferrées, une voie automobile (anciennement charretière) et deux[réf. à confirmer] trottoirs piétonniers.